# Leachd a' Leinibh
Leachd a' Leinibh is een berg op Isle of Skye in Schotland. De berg is 225 meter hoog en ligt naast de Arnaval.